# Stefan A. Lukacs
Stefan A. Lukacs (* 1982 in Wien) ist ein österreichischer Filmregisseur und Drehbuchautor.

## Leben
Stefan A. Lukacs studierte an der New York Film Academy Drehbuch und Regie.
Im Kurzspielfilm Void (2012) mit Laurence Rupp und Anton Noori erzählte er die Geschichte des von WEGA-Beamten misshandelten Asylwerbers Fall Bakary J. Der Film wurde unter anderem auf der Shortynale 2013, am Festival Cannes Court Métrage 2013, am Internationalen Filmfestival Sofia 2013 und beim Internationalen Filmfestival der Menschenrechte This Human World aufgeführt.
Sein erster langer Spielfilm Cops, bei dem er für Regie und Drehbuch verantwortlich zeichnete, wurde 2018 auf dem Filmfestival Max Ophüls Preis mit dem Publikumspreis Spielfilm und dem Preis für den gesellschaftlich relevanten Film ausgezeichnet, Anna Suk wurde als Bester Schauspielnachwuchs (Nebenrolle) für ihre Darstellung der Nicky geehrt. Im Film spielen erneut Laurence Rupp und Anton Noori. Rupp verkörpert darin den in Ausbildung befindlichen WEGA-Beamten Christoph, der in vermeintlicher Notwehr auf einen psychisch kranken Mann schießt und in der Folge an Trauma-Symptomen zu leiden beginnt und diese durch Gewaltexzesse kompensieren möchte. Christophs Vater Heinz wird von Roland Düringer verkörpert.
Im Juni 2019 führt er bei der vierten Folge Ostfriesengrab der ZDF-Ostfriesland-Krimireihe Regie. Für die Amazon Studios führte er im Herbst 2021 gemeinsam mit Laura Lackmann bei der sechsteiligen Serie Luden über die Hamburger Reeperbahn der 80er-Jahre und Aufstieg und Fall eines Zuhälter-Kartells Regie.

## Filmografie (Auswahl)
- 2008: Africa11 (Kurzfilm, Regie und Kamera)
- 2008: Fronteira Brasil – Der Kampf um Land in Mato Grosso (Dokumentation, Produzent)
- 2009: Faces of the Frontier (Dokumentation, Produzent)
- 2010: Zombiefication (Kurzfilm, Drehbuch und Regie)
- 2012: Void (Drehbuch, Regie und Produzent)
- 2018: Cops  (Drehbuch und Regie)
- 2020: Ostfrieslandkrimis – Ostfriesengrab (Regie)
- 2023: Luden (Fernsehserie, Regie)

## Auszeichnungen und Nominierungen
- 2018: Filmfestival Max Ophüls Preis – Publikumspreis Spielfilm und Preis für den gesellschaftlich relevanten Film für Cops[4]
- 2018: Thomas-Pluch-Drehbuchpreis – Nominierung für den Hauptpreis und den Spezialpreis für Cops[9]
- 2018: Diagonale – Publikumspreis für Cops[10]
- 2019: Romyverleihung 2019 – Nominierung in der Kategorie Bestes Buch Kinofilm für Cops[11]
- 2023: Verleihung der Deutschen Akademie für Fernsehen (DAfFNE): Auszeichnung in der Kategorie Regie für Luden – Könige der Reeperbahn[12]